# Popillia leptotarsa
Popillia leptotarsa är en skalbaggsart som beskrevs av Lin 1980. Popillia leptotarsa ingår i släktet Popillia och familjen Rutelidae. Inga underarter finns listade i Catalogue of Life.